# Pseudharpinia calcariaria
Pseudharpinia calcariaria is een vlokreeftensoort uit de familie van de Phoxocephalidae. De wetenschappelijke naam van de soort is voor het eerst geldig gepubliceerd in 1982 door Bushueva.